# Limotche
 (mars 2025).
Si vous disposez d'ouvrages ou d'articles de référence ou si vous connaissez des sites web de qualité traitant du thème abordé ici, merci de compléter l'article en donnant les références utiles à sa vérifiabilité et en les liant à la section « Notes et références ».

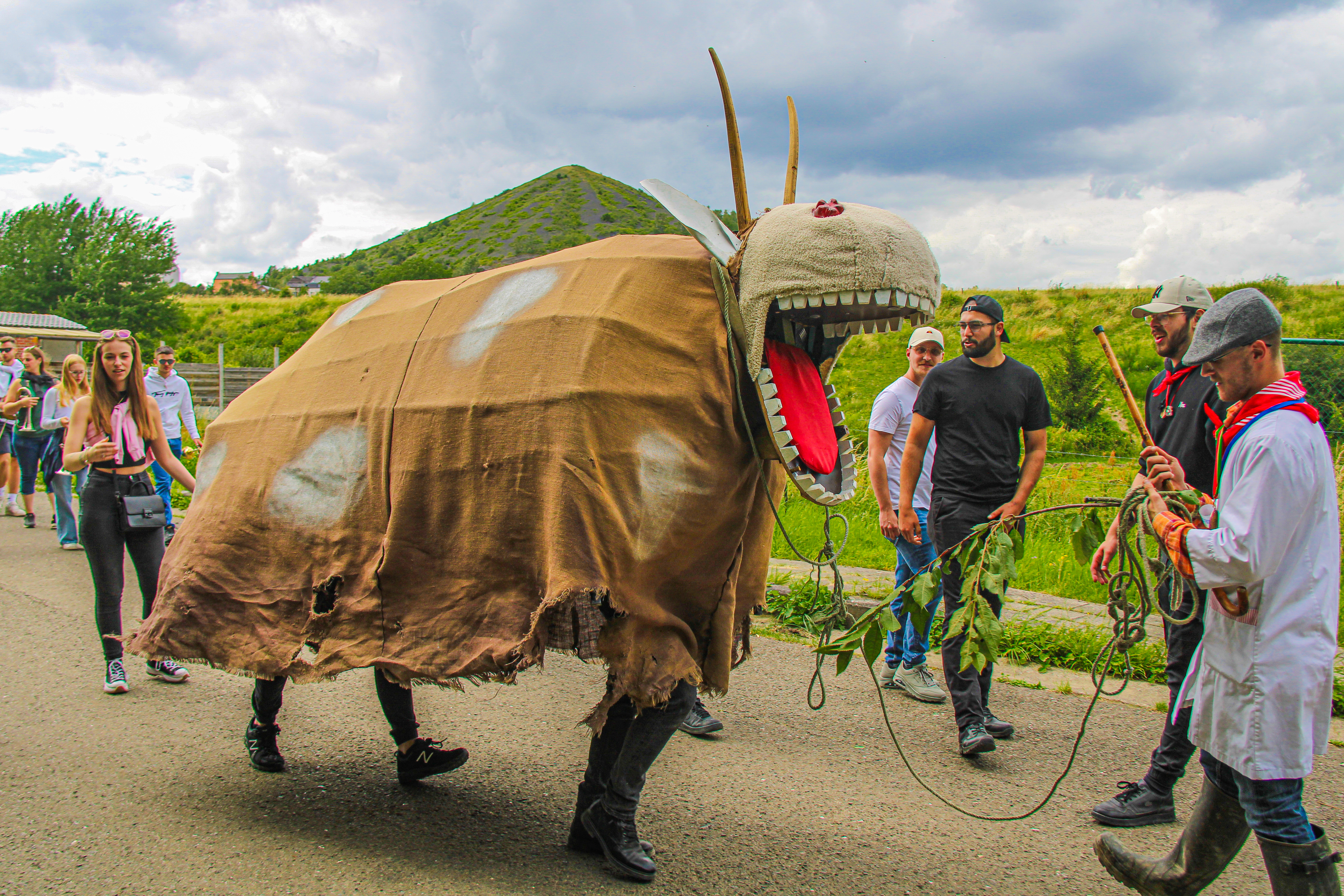
La Lum'Rodge de Presles

Les limotches (ou limodjes) sont des emblèmes animalières exhibées lors de manifestations folkloriques de la région de la Basse-Sambre en Belgique, semblables notamment aux Animaux Totémiques de l’Hérault ou aux knaptanden de Termonde. 

## Généralités
Les limotches sont des animaux processionnels, légendaires et facétieux, généralement matérialisées sous la forme d’une vache portée par deux personnes. Traditionnellement, la limotche effectue, une fois par an, le tour de son village ou hameau en rendant visite à ses habitants. Elle parade lors de cortèges et manifestations folkloriques accompagnées par un ensemble de musicien, un dompteur qui guide la bête et la réprimande ainsi que d’un vétérinaire qui veille à sa santé et la revigore des coups du meneur. Les limotches sont également escortées du fictif Saint-Bultot portant la carte à jouer du valet de pique, que les passants doivent embrasser, et un sabot de bois où une obole peut y être déposée. L’aspect de la limotche varie d’une localité à l’autre.
Cette coutume folklorique se pratique dans la commune wallonne de Fosses-la-Ville et plus particulièrement dans les hameaux de Névremont, Bambois et Haut-Vent, ainsi que dans les villages de Le Roux, Vitrival et Aisemont. Elle est également présente à Presles, localité voisine de la commune d’Aiseau-Presles située en Province de Hainaut, où la bête légendaire est appelée Lum’Rodge.
Si la majorité des villages et hameaux ont connu une limotche « primitive » composée d’une fourche en bois et habillée de draps blancs, seul le hameau de Haut-Vent conserve encore de nos jours cette forme originale de l’animal légendaire qui se rapproche plus de la mascarade de carnaval que de la figure processionnelle.

## Origine historique et légende
Il est difficile de dater avec précision l’apparition de la tradition de la limotche. Les premières descriptions écrites de la coutume datent de la seconde moitié du XIXe siècle (première mention en 1858, au hameau de Haut-Vent, dans l’ouvrage Note historique sur la ville de Fosses de l’historien belge Charles Kairis). Cependant, il semble légitime de penser que le phénomène est au moins antérieur à la première moitié du XIXe siècle, comme l’attestent de nombreux témoignages oraux.
Il aurait pu souffrir au XVIIIe siècle des réglementations relatives aux kermesses et ducasses. Néanmoins, les ordonnances et édits de l’Ancien Régime concernant la région de Fosses-la-Ville ne font pas mention de la sortie d'un quelconque « animal », alors qu'ils parlent du carnaval et du grand feu.
Les différentes limotches possèderaient une origine commune. Elles seraient vraisemblablement issues d’une légende locale selon laquelle un valet de ferme ayant détruit des cultures fut mené en cortège et ridiculiser par les paysans du hameau. Par chance, le supplicié croisa la route de Saint Bultot (saint fictif) qui le libera de son autodafé à condition que l'homme réitère le rituel chaque année lors de la fête locale. 
Une autre hypothèse voudrait que la limotche « primitive » soit la reproduction théâtrale d’un sorcier mené au supplice. Ainsi, la carte à jouer du valet de pique portée par Saint-Bultot symboliserait l’Evangile dont l'aspect faisait prétendument cesser les convulsions.
Néanmoins, la véritable origine et la valeur fonctionnelle que la limotche a pu avoir primitivement ne peuvent être expliquées. Nous nous trouvons probablement face un amalgame de rites et de croyances d’un milieu rural aujourd’hui disparu.

## Liste des limotches

### La limotche de Haut-Vent
La limotche du hameau de Haut-Vent (commune de Fosses-la-Ville), est la plus rudimentaire mais semble également la plus ancienne de toutes, elle est attestée dès 1858 par l’historien belge Charles Kairis dans son ouvrage Note historique sur la ville de Fosses. Néanmoins, elle semble antérieure à la première moitié du XIXe siècle, comme l’attestent de nombreux témoignages oraux.
Cette limotche est composée d’un seul bâton se terminant en V, semblable à une fourche et formant ainsi ses oreilles, et d’un fagot de noisetier (le ramon) formant le nez. Le tout est recouvert d’un drap blanc ample où vient se glisser son porteur. Haut-Vent est la dernière localité à conserver la forme originale de la bête légendaire, qui se rapproche plus de la mascarade de carnaval que de la figure processionnelle.
La limotche de Haut-Vent parade en musique, faisant le tour des habitations, accompagnée d’un dresseur qui la guide et la réprimande, d’un vétérinaire qui veille à sa santé et la revigore des coups de torche de joncs du dompteur grâce à quelques gorgées d’alcool. La bête est également escortée d’assistants portant le simulacre du reliquaire de Saint Bultot (carte du valet de pique que l’on doit baiser lors de sa rencontre avec la limotche), un sabot de bois pour la quête ainsi qu’une hotte en osier où peuvent y être offerts des œufs frais et du lard. Après son périple de la journée, la bête vêle symboliquement la limotche de l’an prochain avant de mourir à son tour. Ce rituel évoque la mort, la fin de la fête. La danse du ramon clôture cette journée de fête fameusement alcoolisée.

### Marguerite la limotche de Le Roux
La limotche du village de Le Roux est attestée depuis la seconde moitié du XIXe siècle. Si par le passé cette limotche était semblable à celle de Haut-Vent, elle se transforma en 1925 pour adopter l’apparence de vache folle que nous connaissons aujourd’hui. En 1928, une nouvelle bête de taille impressionnante est créée, celle-ci mesurait près de quatre mètres de longueur et était si massive que quatre enfants pouvaient la chevaucher. Portée par deux hommes au moyen de bretelles, la queue et la mâchoire de la bête étaient articulées. La dernière sortie de l’animal a eu lieu en 1934.
La tradition paraissait définitivement éteinte dans le village jusqu’en 1956 où une limotche est à nouveau recréée. Après cela, quelques sorties seront encore organisées, puis, une fois encore la coutume s'estompa jusqu'en 1972, où les membres de la jeunesse la font renaître.
La kermesse communale d’août 1996 se clôture avec le baptême de Marguerite, la nouvelle limotche locale réalisée par Willy Duchêne, président du comité des fêtes de l’époque. La bête est désormais nommée.
Devenue lourde et vétuste, Marguerite bénéficie d’une importante restauration en 2017. Sa structure, recouverte de fibre de verre, est intégralement recréée en aluminium. Sa tête, créée en 1996, est quant à elle conservée ; restaurée et allégée pour continuer à parader.
Fait surprenant : de 1886 à 1890, le tour de la limotche s'effectuait avec une chèvre vivante qui était par la suite tuée et mangée par les participants. Notons également que de 1928 à 1931, le vétérinaire de la bête et ses aides effectuaient leur tournée dans une charrette tirée par un âne, imitant ainsi le rituel en vigueur à Presles. C’est d’ailleurs la Lum’Rodge de cette localité qui remplaça celle de Le Roux lors de la kermesse de 1923.
Au-delà de sa limotche, le village de Le Roux possède depuis au moins 1976 son propre géant, à l’instar de nombreuses localités européennes. Mazarac, le géant sanguinaire illustre également une légende locale. Selon celle-ci, vivait autrefois un mystérieux et cruel géant qui prenait plaisir à égorger ses victimes dans les bois du lieu-dit Fond de Coupe-Gorge à Le Roux. Cette posture locale accompagne Marguerite lors de la fête annuelle, le dernier week-end du mois d’août.

### Celiness la limotche d’Aisemont
Tout comme les localités voisines, vers 1900, la première limotche primitive du village d’Aisemont est remplacée par une figure processionnelle représentant une vache jersiaise, portée par deux hommes dissimulés sous sa carcasse.
Entre 1935 et 1939, cette seconde limotche du village d’Aisemont est prêtée au Comité de la Jeunesse du hameau voisin de Névremont pour leur fête annuelle. En 1939, après son utilisation pour leurs festivités, le comité de Névremont la déposa dans la cour de la ferme Doumont. Mais comme son séjour se prolongeait et qu’on ne venait pas la rechercher, le fermier la démantibula et enterra ses débris. Pour justifier cette disparition, on inventa que la limotche avait été enlevée par les soldats allemands au cours de la Seconde Guerre Mondiale.
Dès 1951, c’est donc la limotche de Névremont, nouvellement créée, qui participe aux festivités du village d’Aisemont avant la recréation de leur bête près de 60 années plus tard.
Le 28 juillet 2012, la vache actuelle du village, nommée Celiness, est inaugurée en compagnie des différentes limotches régionales. Celiness est une vache de bois et de toile peinte dont les 120 kg sont portés par deux hommes.

### Mirabelle la limotche de Névremont
A l’instar des localités voisines, la limotche de Névremont était un personnage portant une fourche en bois à deux dents et recouvert d’un drap de lit blanc, jusqu’en 1934. Après le décès de la personne qui l’incarnait, le Comité de la Jeunesse de Névremont a modifié la coutume et, pour représenter l’animal légendaire, a fait appel à la vache d’Aisemont. Comme dit précédemment, la limotche d’Aisemont sera utilisé de 1935 à 1939, année de sa destruction.
Pour pallier cette disparition, une nouvelle vache est inaugurée à Névremont en 1945. Elle a la particularité de n’être portée que par une seule personne. A partir de 1951, celle-ci se rendra à Aisemont pour animer les festivités locales mais également en 1948 à Tamines, pour leur braderie.
La limotche, nommée Mirabelle, qui anime de nos jours les festivités de Névremont a été créée en 2014 et restaurée pour la dernière fois en 2022.

### Agathe la limotche de Vitrival
Pas plus que pour les autres localités, on ne sait pas exactement quand la coutume a pris naissance dans le village de Vitrival. Jusqu’en 1905, la limotche « primitive » du village ressemblait à ses voisines, notamment à celle de Haut-Vent. A cette époque, une tête est rajoutée à la bête, lui donnant ainsi les traits d’une véritable vache. Le folkloriste belge Jules Vandereuse nous précise que cette tête était auparavant jalousement conservée dans le café Louis Doucet dans son enquête La limodje de la Basse-Sambre, réalisée en 1953 pour le musée de la Vie Wallonne.
La limotche actuelle du village de Vitrival, appelée Agathe, est une grande vache au pelage blanc tachetée de brun.

### La limotche de Bambois
L’origine de la limotche du hameau de Bambois est également incertaine. La bête actuelle est une vache au pelage blanc et noir, portée par deux hommes.

### La Lum’Rodge de Presles
Dans le village hennuyer de Presles, commune d’Aiseau-Presles, la bête légendaire est appelée Lum’Rodge. Contrairement à ses homologues de la Province de Namur, elle a la particularité de ne pas avoir connu de version primitive, aujourd’hui encore conservée à Haut-Vent.
Ici comme ailleurs, de 1914 à 1918 inclus, la Lum’Rodge n’est pas sortie ; il en a été de même de 1939 à 1946, en raison des deux guerres mondiales. La Lum’Rodge de Presles possédait autrefois (jusque ± 1890) une escorte de sept à huit chevaux-jupons créés localement. En 1910, d’après Edmond Doumont, l’animal facétieux était accompagné d’un groupe de cavaliers.
Jusqu’en 1935-1936, le hameau des Binches à Presles possédait sa propre Lum’Rodge. Celle-ci était de sortie le lundi de la ducasse locale, célébrée le deuxième dimanche de juillet. Au cours de sa tournée, la Lum’Rodge des Binches rencontrait celle du village de Presles, toutes deux se livraient alors bataille. Ce rituel prit fin vers 1895.

## Pérennité de la tradition
Le 25 octobre 2008, le célèbre Manneken-Pis de Bruxelles acquérait un nouveau costume, celui de dresseur de limotches. Depuis lors, tous les 7 ans, les limotches d’Aisemont, Bambois, Haut-Vent, Le Roux, Presles et Vitrival envahissent la capitale belge pour rhabiller la statue,.
À l’occasion de la 225ème édition de la kermesse de Haut-Vent, en juillet 2013, une statue à l’effigie de la limotche, une œuvre de l'artiste local Marcel Nullens, a été inaugurée dans le hameau. Cette année-là, le comité des festivités hauventoises a reçu le titre de société royale. Un titre d'autant plus historique qu'il est un des derniers à être signé du Roi Albert II.
Pour y intégrer les plus jeunes et pérenniser la tradition, plusieurs bêtes miniatures ont, au fil du temps, été créées pour et/ou par des enfants. Ceux-ci portent annuellement leur « Petite Lum’Rodge » à Presles, tandis que les petites limotches de Le Roux et d’Aisemont semblent avoir disparu des festivités.
En avril 2023, la commune française d’Orbey (Haut-Rhin) célébrait le 50e anniversaire de son jumelage avec celle belge de Fosse-la-Ville. Les limotches de Névremont et Le Roux avaient fait le déplacement pour animer les festivités.